# Rudolf Bultmann

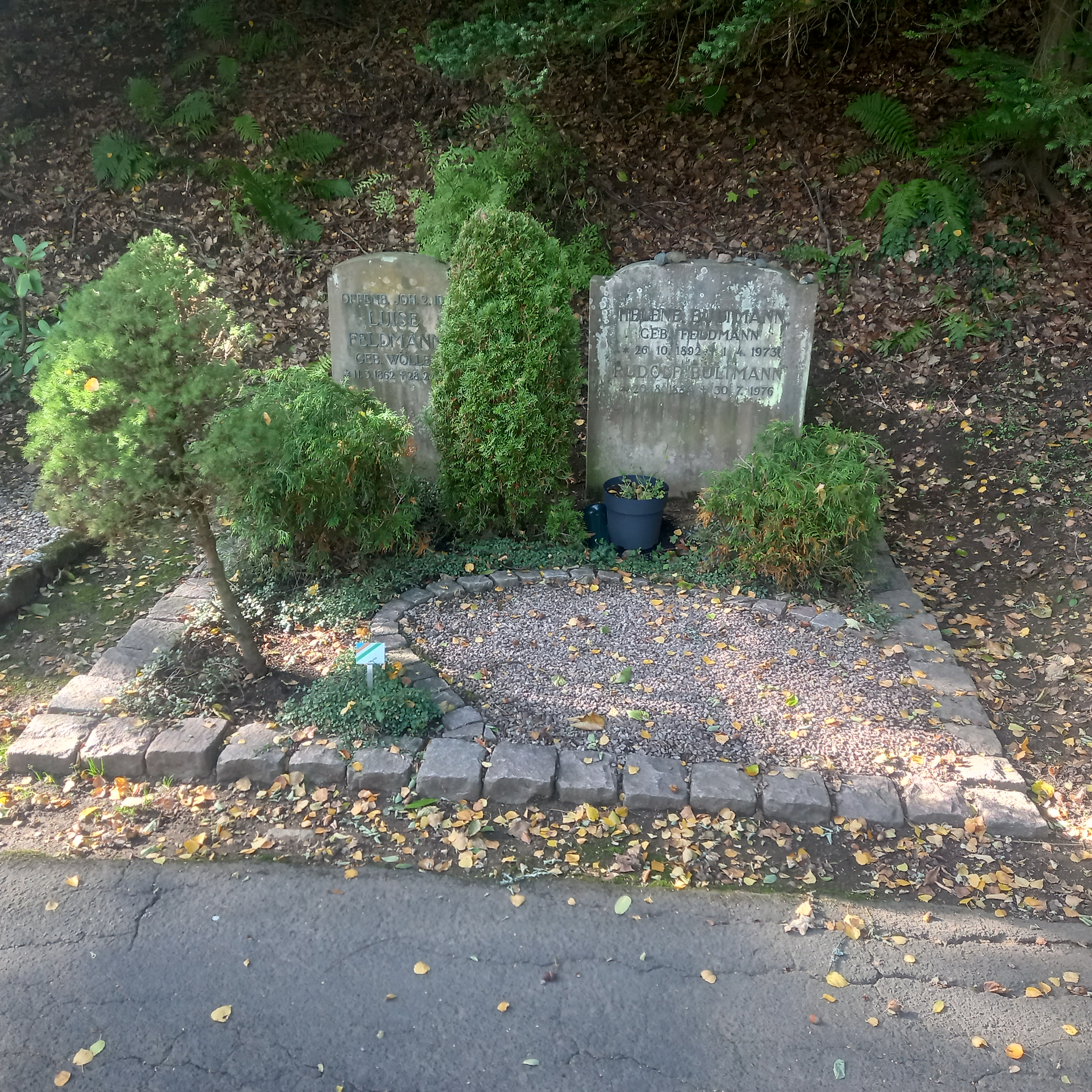
Grób Rudolfa Bultmana i jego żony Helene w Marburgu

Rudolf Karl Bultmann (ur. 20 sierpnia 1884 w Wiefelstede w Dolnej Saksonii, zm. 30 lipca 1976 w Marburgu) – jeden z najbardziej wpływowych teologów ewangelickich XX wieku. Znany głównie ze swego programu demitologizacji przekazu ewangelicznego, oraz twierdzenia, że na podstawie badań naukowych, nie da się odtworzyć postaci Jezusa Chrystusa zgodnej z rzeczywistością. Odznaczony Pour le Mérite za Naukę i Sztukę (1969).
Wśród jego uczniów można wymienić takich egzegetów i teologów jak Hans Jonas, Ernst Käsemann, Günther Bornkamm, Ernst Fuchs i Herbert Braun.

## Życie
Był synem protestanckiego pastora. W latach 1895–1903 uczęszczał do gimnazjum humanistycznego w Oldenburgu. Po maturze studiował teologię ewangelicką w Tybindze, Berlinie i Marburgu. W 1910 obronił pracę doktorską, a dwa lata później zaczął wykładać. Wykładał we Wrocławiu (1916–1920), Gießen (1920–1921) i Marburgu (1921–1951).

## Myśl
Według niego język mitologiczny obecny w Ewangeliach nie jest już zrozumiały dla człowieka, a wiara nie może być zredukowana do przyjmowania za prawdziwe serii cudownych wydarzeń. Bultmann chciał więc oczyścić przekaz ewangeliczny z języka mitologicznego i uczynić go zrozumiałym dla współczesnego człowieka. W tym celu użył w egzegezie metody historyczno-krytycznej, a jako podstawy filozoficznej egzystencjalizmu Martina Heideggera. Przyjmując zasadę teoriopoznawczą egzystencjalizmu, Bultmann uznał za mit wszystko to, co znajduje się poza obszarem poznania eksperymentalno-egzystencjalnego. Podkreślał niedostępność świata fizycznego dla interwencji bożej i nazywał mitem wszystko to, co przekraczało te ramy. Lansował postulat demitologizacji orędzia nowotestamentalnego. Rzecz mityczna nie jest rzeczywistością historyczną - to znaczy, że nie można jej przypisać określonego czasu i miejsca. Według Bultmanna Jezus historyczny był żydowskim rabinem, który został ukrzyżowany. Ten ukrzyżowany Jezus staje się dla nas paradygmatem wszelkiej egzystencji chrześcijańskiej. Wierzyć w krzyż Chrystusa nie znaczy kontemplować pewne mityczne wydarzenie, ale raczej wziąć na siebie tenże krzyż jako własny i pozwolić się ukrzyżować wraz z Jezusem. Dokonuje się to poprzez postawę absolutnego zaufania Bogu bez potrzeby szukania motywów nadziei. Nie potrzeba nawet wiedzieć czego się oczekuje i w czym ma się nadzieję. Bultmann podkreślał „prezentyzm”, który da się dostrzec szczególnie w Ewangelii św. Jana. Według niemieckiego teologa dla św. Jana zmartwychwstanie umarłych i sąd już są obecne poprzez przyjście Jezusa. Kto wierzy, już jest wolny od sądu, niewierzący już jest potępiony (J 3,18). Wierzący już zmartwychwstał (J 5, 24-25). 
Teologia Bultmanna spotkała się z krytyką zarówno wśród teologów katolickich, jak i protestanckich. Teorię Bultmanna propagowali jego uczniowie, choć niektórzy z nich po pewnym czasie sprzeciwili się najbardziej radykalnym tezom mistrza.

## Dzieła
- Die Geschichte der synoptischen Tradition (1921)
- Welchen Sinn hat es, von Gott zu reden? (1925)
- Jesus (1926)
- Offenbarung und Heilsgeschehen (1941)
- Das Evangelium des Johannes (1941)
- Die drei Johannesbriefe  (1967)
- Der zweite Brief an die Korinther (1976)
- Neues Testament und Mythologie. Das Problem der Entmythologisierung der neutestamentlichen Verkündigung (1941)
- Das Urchristentum im Rahmen der antiken Religionen (1949)
- Theologie des Neuen Testaments (1948-1953)
- Ist voraussetzungslose Exegese möglich? (1957)
- Geschichte und Eschatologie (1964)